# 34028 Wuhuiyi
34028 Wuhuiyi è un asteroide della fascia principale. Scoperto nel 2000, presenta un'orbita caratterizzata da un semiasse maggiore pari a 2,2514673 au e da un'eccentricità di 0,1134025, inclinata di 4,05155° rispetto all'eclittica.